# مخيشمية
المخيشمية (الاسم العلمي: Pleurobranchidae) هي فصيلة من الرخويات تتبع رتبة مخيشميات الشكل من طائفة بطنيات الأرجل.

## أسر
- مخيشماوات

## أجناس
- المخيشم